# Кумаман
Кумаман (Welsh pronunciation: [kʊmˈaman]) — колишнє шахтарське село поблизу Абердера, Уельс. Назва по- валлійськи означає «долина Амана», а через село протікає річка Аман. Cwmaman буквально означає: долина річки Аман. Він лежить в долині кількох гір. В межах села є два дитячих майданчики та майданчики. У верхній частині села є кілька водойм, до яких можна дістатися кількома пішохідними стежками вздовж річки. Поштовий район — Абердер.

## Історія
Квмаман був відомим вугільним селом, де колись було кілька вугільних шахт. До 19-го століття місто було практично безлюдним, до 1841 року в громаді та навколо неї проживало близько 40 фермерів. Наприкінці 1840-х років перші вугільні кар’єри були викопані, і Квмаман почав перетворюватися на процвітаюче промислове поселення. Наприкінці 19 століття в Квмамані проживали робітники п’яти навколишніх вугільних шахт — Ффорчаман, Ффорхнеол, Бедввін, Кумнеол. і Cwmaman. Вугільна шахта Cwmaman також була відома як Shepherd's Pit на честь свого засновника Томаса Шеперда, ім'я якого поділяється з першим громадським будинком у селі Shepherd's Arms, відкритим у 1850 році.
У східній частині села є ряд паралельних доріг. Бернс-стріт і Спенсер-стріт, а також інші вулиці, відомі під загальною назвою Куточок поетів, є одними з найкрутіших у Сполученому Королівстві. 

## Культура

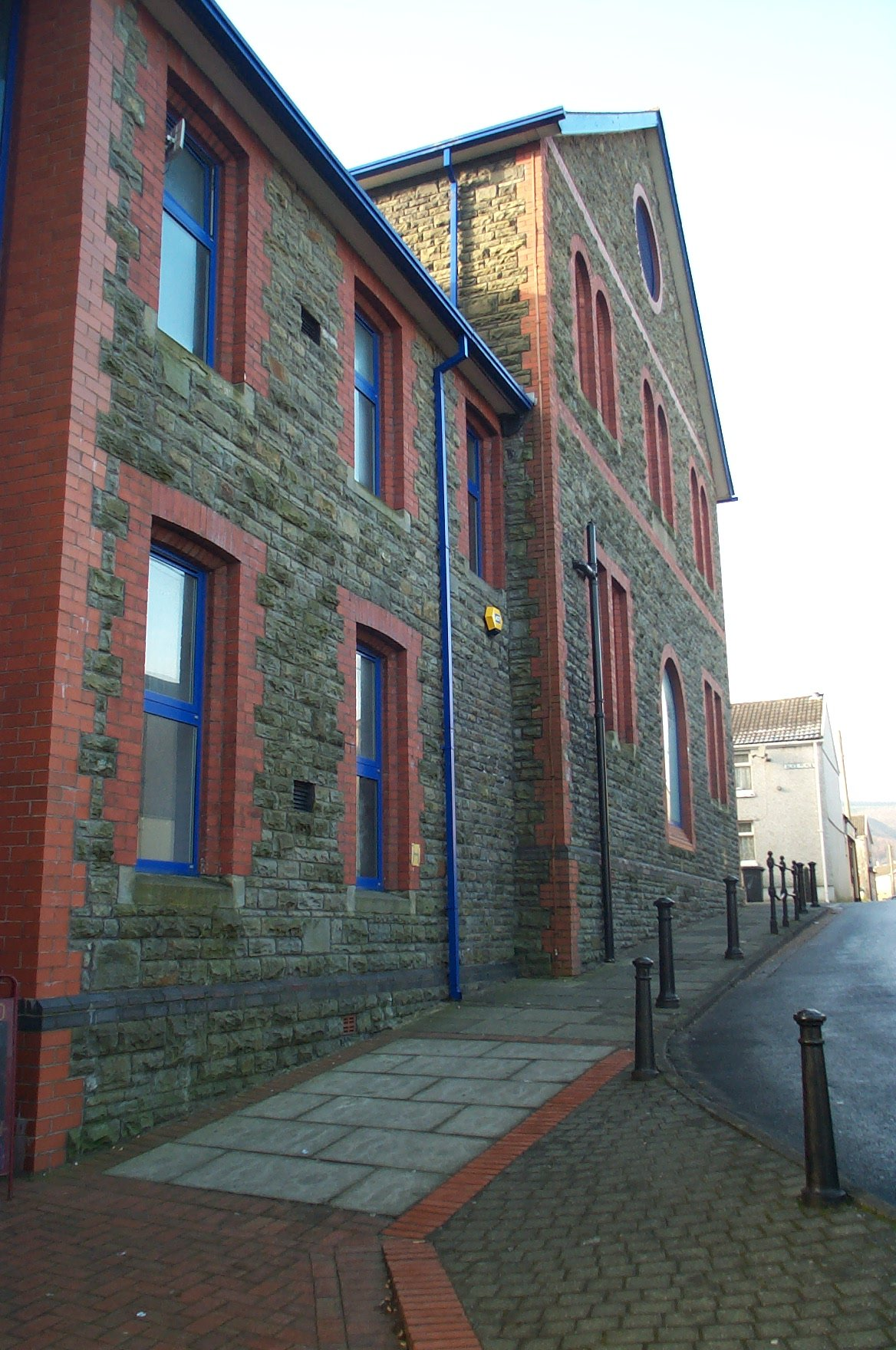
Кумаман громадський зал та інститут

Гурт Stereophonics походить від  Кумаман. 14 грудня 2007 року разом з Джо Уілі та її концертним туром BBC Radio 1 Live Lounge Tour гурт повернувся до Квмамана, щоб зіграти ексклюзивний акустичний концерт у Клубі робочих чоловіків Квмамана, місці, де гурт виступив уперше. 
У селі живе поет війни Алан Льюїс, а меморіальна дошка на Лланвонно-роуд позначає будинок, де він жив. На Льюїса, який народився в 1915 році, сильно вплинули роки становлення в долині епохи депресії. На нього також вплинули місцеві проблеми його громади в тодішньому званому Лідері Абердера, і це продемонстровано в його поемі «Гора над Абердером», яка торкається відчайдушної бідності, яка охопила Долину Кінон і країну в цей період. Однак це було для його військових віршів, опублікованих у двох томах, Raiders Dawn і Ha! Ха! Серед Трубів ця репутація Льюїса була здобута. На його честь названі квартири Cwrt Alun Lewis у селі. 
Кумаман громадський зал та інститут – це громадське підприємство, що складається з концертного залу, театру / кінотеатру та фітнес-залу
Костел Святого Йосипа був відремонтований у 2007 році. Ця робота включала встановлення сонячних панелей на одній стороні його даху з метою зворотного продажу енергії до національної електромережі.

## Знатні люди
- Алан Льюїс (1915–1944) — поет
- Рон Джонс (нар. 1934) – спринтер
- Тайрон О'Салліван (народився близько 1945 р.) – голова компанії Tower Colliery, багато років жив у Кумамані
- Джон Деррік (1963–2017) – гравець у крикет
- Стюарт Кейбл (1970–2010) – телеведучий і барабанщик рок-гурту Stereophonics
- Келлі Джонс (нар. 1974) — соліст Stereophonics
- Річард Джонс (нар. 1974) – басист Stereophonics